# Leptoneta manca
Leptoneta manca är en spindelart som beskrevs av Fage 1913. Leptoneta manca ingår i släktet Leptoneta och familjen Leptonetidae.
Artens utbredningsområde är Frankrike. Inga underarter finns listade i Catalogue of Life.